# 팔영구영
《팔영구영》(八零九零)은 2021년 방송되었던 중국의 드라마이다.

## 소개
- 90년대생 청춘들과 별나지만 귀여운 80세 어르신들의 이야기

## 등장 인물
- 바이징팅 - 궈산솽 역
- 우첸 - 예샤오메이 역
- 니다훙 - 궈예 역
- 이건의 (李建义) - 부가오싱 역
- 양신명 (杨新鸣) - 석창성 역
- 가오신 - 궈티에린 역
- 샤오란 (谢兰) - 진리 역
- 양청 (杨青) - 후몽 역
- 오면 (吴冕) - 린수펀 역